# Samenstelling Riigikogu 2007-2011
De samenstelling Riigikogu 2007-2011 is een overzicht van de leden van het parlement van Estland in de periode tussen de Estische parlementsverkiezingen van 2007 en die van 2011. Het was de elfde zittingsperiode van de Riigikogu. De leden werden op 2 april 2007 beëdigd en drie dagen later trad het tweede kabinet van Andrus Ansip in functie.

## Gekozen bij de verkiezingen van 2007

### Estse Hervormingspartij(31 zetels)
- Andrus Ansip
- Laine Jänes
- Urmas Paet
- Keit Pentus
- Rein Lang
- Meelis Atonen
- Mati Raidma
- Jaanus Tamkivi
- Kristiina Ojuland
- Maret Maripuu
- Urmas Klaas

- Igor Gräzin
- Väino Linde
- Margus Lepik
- Ivi Eenmaa
- Jaanus Rahumägi
- Tõnis Kõiv
- Imre Sooäär
- Taavi Rõivas
- Jürgen Ligi
- Peep Aru

- Hannes Astok
- Lauri Luik
- Rein Aidma
- Rain Rosimannus
- Harri Õunapuu
- Paul-Eerik Rummo
- Kristen Michal
- Silver Meikar
- Kalle Palling
- Jaak Salumets

### Estse Centrumpartij(29 zetels)
- Edgar Savisaar
- Vilja Savisaar
- Jüri Ratas
- Mihhail Stalnuhhin
- Jaak Aab
- Valeri Korb
- Ain Seppik
- Marika Tuus
- Eldar Efendijev
- Heimar Lenk

- Siiri Oviir
- Vladimir Velman
- Mailis Reps
- Toomas Varek
- Kalle Laanet
- Olga Sõtnik
- Aadu Must
- Kadri Must
- Inara Luigas
- Tiit Kuusmik

- Rein Ratas
- Enn Eesmaa
- Nelli Privalova
- Arvo Sarapuu
- Helle Kalda
- Toivo Tootsen
- Lauri Laasi
- Evelyn Sepp
- Jaan Kundla

### Unie van Pro Patria en Res Publica(19 zetels)
- Mart Laar
- Taavi Veskimägi
- Jaak Aaviksoo
- Helir-Valdor Seeder
- Tõnis Lukas
- Ene Ergma
- Erki Nool

- Marko Pomerants
- Trivimi Velliste
- Juhan Parts
- Tarmo Kõuts
- Marko Mihkelson
- Peeter Tulviste

- Ken-Marti Vaher
- Urmas Reinsalu
- Andres Herkel
- Toomas Tõniste
- Mart Nutt
- Kaia Iva

### Sociaaldemocratische Partij(10 zetels)
- Peeter Kreitzberg
- Sven Mikser
- Eiki Nestor
- Ivari Padar
- Heljo Pikhof
- Indrek Saar
- Katrin Saks
- Mark Soosaar
- Andres Tarand
- Liina Tõnisson

### Estlandse Groenen(6 zetels)
- Mart Jüssi
- Valdur Lahtvee
- Aleksei Lotman
- Maret Merisaar
- Marek Strandberg
- Toomas Trapido

### Volksunie van Estland(6 zetels)
- Jaanus Marrandi
- Villu Reiljan
- Karel Rüütli
- Erika Salumäe
- Mai Treial
- Ester Tuiksoo

## Wijzigingen
- De leden van het kabinet-Ansip I, dat nog in functie was ten tijde van de beëdiging van de parlementsleden, moesten van hun beëdiging afzien. Een dubbelmandaat is namelijk niet toegestaan. De Estische kiescommissie maakt op 24 maart 2007 bekend dat de huidige ministers Jaak Aab, Andrus Ansip, Kalle Laanet, Rein Lang, Jürgen Ligi, Urmas Paet, Mailis Reps, Paul-Eerik Rummo, Edgar Savisaar en Ester Tuiksoo in het parlement zouden worden vervangen door respectievelijk Kersti Sarapuu, Tatjana Muravjova, Margus Tammekivi, Erik Salumäe, Ülle Rajasalu, Raivo Järvi, Aivar Riisalu, Mait Klaassen, Kalev Kallo, Rein Randver.[1]
- april 2007: Siiri Oviir zit in het Europees Parlement en doet daarom afstand van haar zetel in de Riigikogu. Ze wordt vervangen door Aivar Riisalu. Hetzelfde geldt voor Katrin Saks en Andres Tarand. Zij worden vervangen door respectievelijk Hannes Rumm en Kalev Kotkas. Erika Salumäe zit in de gemeenteraad van Tallinn en staat daarom haar zetel in de Riigikogu af.
- Ivari Padar, Juhan Parts, Laine Jänes, Jüri Pihl, Vallo Reimaa, Tõnis Lukas, Jaanus Tamkivi, Maret Maripuu, Urve Palo, Helir-Valdor Seeder verlaten op 5 april 2007 het parlement om plaats te nemen in het kabinet-Ansip II. Een aantal ministers van het kabinet-Ansip I keert op 6 april 2007 terug in het parlement, namelijk Jaak Aab, Mailis Reps, Paul-Eerik Rummo en Ester Tuiksoo. Daarnaast treden de volgende vervangers toe tot het parlement: Helmer Jõgi, Kalvi Kõva, Ott Lumi, Tarmo Mänd, Tiina Oraste, Hanno Pevkur, Margus Tsahkna, Sulev Vare en Lauri Vahtre.
- 12 april 2007: Sulev Vare wordt vervangen door Ene Kaups.
- 17 april 2007: Mihhail Stalnuhhin wordt vervangen door Lembit Kaljuvee.
- 11 september 2007: Kristen Michal wordt vervangen door Mait Klaassen.
- 11 oktober 2007: Liina Tõnisson wordt vervangen door Jüri Tamm.
- 1 januari 2008: Mait Klaassen wordt vervangen door Leino Mägi.
- 10 februari 2008: Meelis Atonen verlaat het parlement om zich meer te kunnen richten op zijn werk voor handelsbedrijf Tavid. Hij wordt per 11 februari 2008 vervangen door Tõnu Juul.[2]
- 23 februari 2009: Maret Maripuu treedt af als minister en keert terug in de Riigikogu. Ze neemt de plaats in van haar vervanger Hanno Pevkur.
- 21 mei 2009: Kalvi Kõva wordt vervangen door de afgetreden minister Ivari Padar.
- 4 en 5 juni 2009: Jürgen Ligi en Marko Pomerants worden minister in het kabinet-Ansip II. Ze worden in het parlement vervangen door respectievelijk Ülle Rajasalu en Mihkel Juhkami. Juhkami wordt een dag later vervangen door Mari-Ann Kelam.
- juli 2009: Kristiina Ojuland, Ivari Padar en Vilja Savisaar zijn verkozen tot het Europees Parlement. In de Riigikogu worden ze vervangen door respectievelijk Robert Antropov, Kalvi Kõva en Viktor Vassiljev.[3]
- 28 juli 2009: Viktor Vassiljev wordt vervangen door Georg Pelisaar.
- 14 september 2009: Taavi Veskimägi wordt vervangen door Elle Kull.
- 1 oktober 2009: Tiina Oraste wordt vervangen door Sven Sester.
- 28 oktober 2009: Aadu Must neemt plaats in de gemeenteraad van Tartu en wordt in de Riigikogu vervangen door Nikolai Põdramägi.
- 8 november 2009: Ott Lumi wordt vervangen door Liisa-Ly Pakosta.
- 21 december 2009: Ülle Rajasalu wordt gouverneur van de provincie Harjumaa. Hij wordt in de Riigikogu vervangen door Katrin Karisma-Krumm.
- 26 mei 2010: Villu Reiljan wordt vervangen door Jaan Õunapuu.
- 16 juni 2010: Margus Lepik wordt gouverneur van de provincie Valgamaa. Hij wordt formeel in eerste instantie vervangen door Urmas Kruuse, die echter burgemeester is van Tartu en dus wordt vervangen door Terje Trei.